# Episymploce telephoroides
Episymploce telephoroides är en kackerlacksart som först beskrevs av Walker, F. 1871.  Episymploce telephoroides ingår i släktet Episymploce och familjen småkackerlackor. Inga underarter finns listade i Catalogue of Life.